# Empaque Tarriba
Empaque Tarriba är en ort i Mexiko.   Den ligger i kommunen Elota och delstaten Sinaloa, i den centrala delen av landet, 900 km nordväst om huvudstaden Mexico City. Empaque Tarriba ligger 7 meter över havet och antalet invånare är 1 268.
Terrängen runt Empaque Tarriba är platt. Havet är nära Empaque Tarriba åt sydväst. Runt Empaque Tarriba är det mycket glesbefolkat, med 4 invånare per kvadratkilometer. Närmaste större samhälle är La Cruz, 4,6 km nordost om Empaque Tarriba. Omgivningarna runt Empaque Tarriba är en mosaik av jordbruksmark och naturlig växtlighet.